# Indischer Frauenfisch
Der Indische Frauenfisch (Elops machnata) ist ein großer, über einen Meter lang werdender Knochenfisch, der an der Küste des Roten Meeres und im tropischen Indopazifik von der südafrikanischen Mossel Bay über die Küsten Indiens bis zum westlichen Pazifik vorkommt. Die Art geht auch ins Brackwasser und in Ostafrika in Süßgewässer.

## Merkmale
Der Indische Frauenfisch hat einen sehr langgestreckten Körper und kann eine Maximallänge von über 1,20 Meter erreichen, bleibt aber für gewöhnlich bei einer Länge von einem halben Meter. Das maximale veröffentlichte Gewicht liegt bei 10,8 kg. Die Kieferzähne bilden bürstenartige Bänder, der Unterkiefer reicht bis zum Auge. Im Unterschied zum Westafrikanischen Frauenfisch (Elops lacerta) steht beim Indischen Frauenfisch der Unterkiefer vor und bedeckt Teile des vorderen Zahnreihe auf der Prämaxillare.
- Flossenformel: Dorsale 20–27, Anale 14–18.

## Lebensweise
Der Indische Frauenfisch kommt in flachen Küstengewässern bei Riffen und über Sandböden in Tiefen von einem bis zehn Metern vor und geht auch in Lagunen und Flussmündungen. Er ernährt sich von kleineren Fischen, Kopffüßern und von Garnelen und anderen kleinen Krebstieren. Die ausgewachsenen Fische laichen in großen Schwärmen im Meer, die geschlüpften Leptocephaluslarven wandern dann zur Küste und suchen geschützte Regionen wie Lagunen auf.

## Nutzung
Indische Frauenfische werden als Speisefische genutzt, ihr Fleisch ist aber nicht besonders schmackhaft und grätenreich.